# Ballady liryczne (cykl)

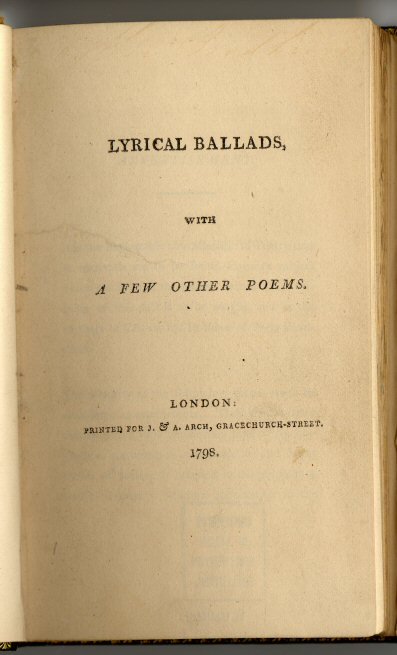
Strona tytułowa tomiku Ballady liryczne

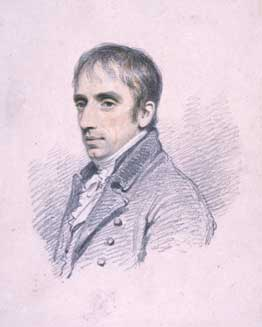
Henry Eldridge, Portret Williama Wordswortha

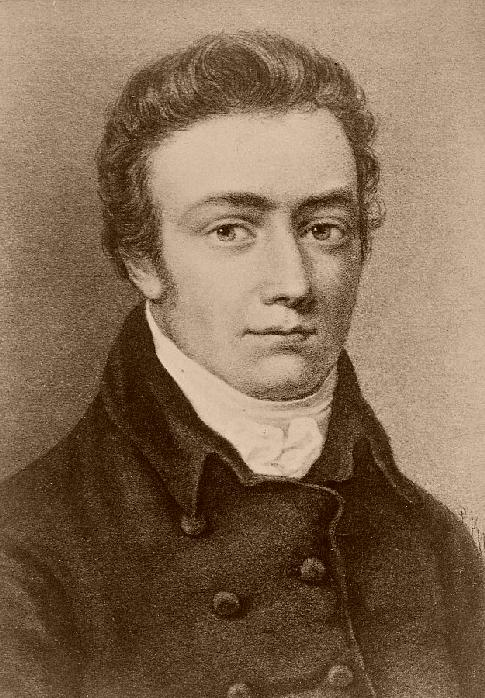
Samuel Taylor Coleridge

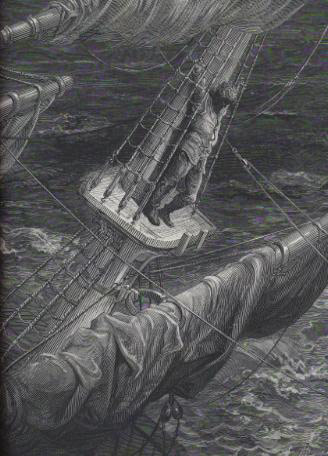
Gustave Doré, Ilustracja do poematu The Rime of the Ancient Mariner

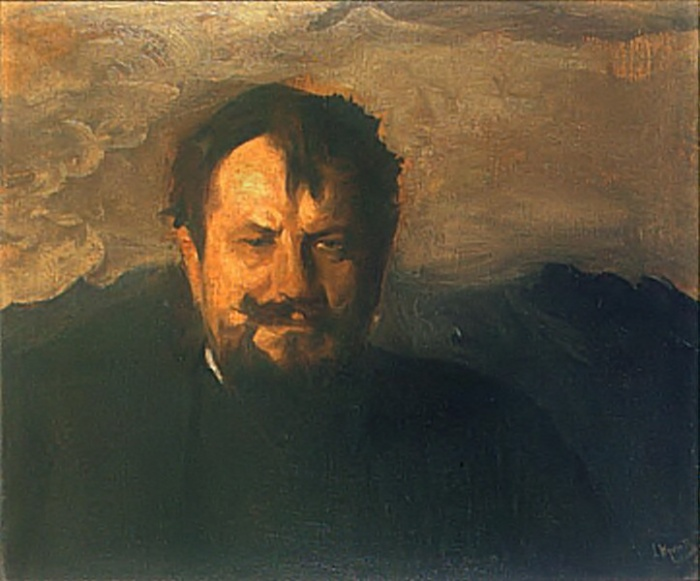
Jan Kasprowicz (tu na portrecie Leona Wyczółkowskiego) jako jeden z pierwszych tłumaczył wiersze Williama Wordswortha i Samuela Taylora Coleridge’a

Ballady liryczne (ang. Lyrical Ballads) – wspólny tom poetycki Williama Wordswortha i Samuela Taylora Coleridge’a, opublikowany w 1798.

## Charakterystyka ogólna
Ukazanie się tomu wyznacza datę początkową angielskiego romantyzmu. Do wydania drugiego z 1800 Wordsworth dołączył Wstęp (The Preface), w którym zdefiniował poezję jako spontaneous overflow of powerful feelings. Zawarł w nim też postulat, że poezję należy tworzyć w żywym języku (the language really used by men). Mówił też, że wiersze „pisze dla ludzi”. W pierwszym wydaniu tomik składał się z dwudziestu trzech utworów. Większość wierszy napisał Wordsworth, natomiast Coleridge włączył do zbioru między innymi poemat Rymy o starym marynarzu (The Rime of the Ancient Mariner). Wiersze powstały wiosną i latem 1798, kiedy Wordsworth i Coleridge byli sąsiadami we wsi Holford w Somerset. Tomik Wordswortha i Coleridge'e uważa się powszechnie za jeden z najważniejszych zbiorów poetyckich w literaturze angielskiej.

## Forma
Wiersze składające się na omawiany tomik są zróżnicowane pod względem formalnym. Coleridge ujął historię starego żeglarza w jambiczne zwrotki balladowe, czterowersowe, pięciowersowe i sześciowersowe, natomiast utwory The Foster-Mother's Tale i The Nightingale: A Conversation Poem ułożył wierszem białym (blank verse). Wordsworth zastosował czterowiersz balladowy w utworze We Are Seven, strofę spenserowską w wierszu The Female Vagrant, a wiersz biały w poemacie Lines written a few miles above Tintern Abbey, on Revisiting the Banks of the Wye during a Tour, July 13, 1798 znanym w skrócie jako Tintern Abbey.

By Derwent's side my Father's cottage stood,
(The Woman thus her artless story told)
One field, a flock, and what the neighbouring flood
Supplied, to him were more than mines of gold.
Light was my sleep; my days in transport roll'd:
With thoughtless joy I stretch'd along the shore
My father's nets, or watched, when from the fold
High o'er the cliffs I led my fleecy store,
A dizzy depth below! his boat and twinkling oar.

Obaj poeci stosowali też aliterację: While here I stand, not only with the sense/Of present pleasure, but with pleasing thoughts/That in this moment there is life and food/For future years. (Wordsworth, Tintern Abbey), Most musical, most melancholy. (Coleridge, Nightingale). Aliteracji autorzy Ballad lirycznych używali również w późniejszej twórczości, Wordsworth w A Slumber Did My Spirit Seal, a Coleridge w Kubla Khan.

## Przekłady
Wiersze z tomiku Ballady liryczne tłumaczyli na język polski między innymi Jan Kasprowicz, Zygmunt Kubiak i Stanisław Kryński. Utwór Z wierszy ułożonych kilka mil nad klasztorem Tintern, przy ponownym odwiedzeniu brzegów rzeki Wye podczas wycieczki, 13 lipca 1798 roku przełożył Czesław Miłosz.